# Bloodhounds of Broadway
Bloodhounds of Broadway —conocida como El sabueso de Broadway o Noches de Broadway— es una película de 1989, basada en cuatro historias de Damon Runyon. Fue rodada en Nueva York, dirigida por Howard Brookner y protagonizada por Matt Dillon, Jennifer Grey, Julie Hagerty, Rutger Hauer, Madonna y Randy Quaid.
Bloodhounds of Broadway fue el primer y último largometraje dirigido por Brookner, quien moriría poco después de ser lanzada la película. Más tarde sería modificada por el estudio, y se le agregaría una narración.

## Reparto
- Matt Dillon - Regret
- Jennifer Grey - Lovey Lou
- Julie Hagerty - Harriet MacKyle
- Rutger Hauer - The Brain
- Madonna - Hortense Hathaway
- Anita Morris - Miss Missouri Martin
- Randy Quaid - Feet Samuels
- Josef Sommer - Waldo Winchester
- Tony Azito - Waiter
- Tony Longo - Crunch Sweeney
- Stephen McHattie - Red Henry
- Ethan Phillips - Basil Valentine
- Alan Ruck - John Wangle
- Dinah Manoff - Maud Milligan
- David Youse - Busboy
- Steve Buscemi - Whining Willie
- Tamara Tunie - Cynthia Harris
- Sara Driver - Yvette